# Real Club Náutico de Tenerife de Baloncesto
Il Real Club Náutico de Tenerife de Baloncesto è una società cestistica avente sede a Santa Cruz de Tenerife, in Spagna.
Fa parte della polisportiva Real Club Náutico de Tenerife, uno yacht club fondato nel 1902. Ha militato per 11 stagioni nel massimo campionato spagnolo tra gli anni 1960 e gli anni 1970, mentre da diversi anni milita nelle serie inferiori.